# ابوتیا-تتی
ابوتیا-تتی (به لاتین: Abutia-Teti) در غنا است که در منطقه ولتا واقع شده است.